# Karl Potansky
Karl Potansky (* 24. August 1902 in Wien; † nach 1945) war ein aus Österreich stammender deutscher Kapellmeister und Musikdirektor.

## Leben und Wirken
Potansky stammte aus Wien und war vermutlich der Sohn des gleichnamigen Kapellmeisters am Theater an der Wien. Seit 1925 lebte er im Deutschen Reich, wo er zum 1. März 1940 der NSDAP beitrat (Mitgliedsnummer 7.536.408). Er besuchte die Staatliche Akademie für Tonkunst, Hochschule für Musik München, in deren Aufsichtsrat er als Student 1927/28 zeitweilig saß.
In der sächsischen Stadt Annaberg im Erzgebirge erhielt er eine Anstellung als Kapellmeister des Obererzgebirgischen Grenzlandorchesters und als musikalischer Oberleiter des Grenzlandtheaters. Der Annaberger Bürgermeister Max Dietze ernannte ihn im Oktober 1936 außerdem zum städtischen Musikdirektor. In seine Amtszeit fällt die Umbildung des Grenzlandtheaters Annaberg zum Landestheater Obererzgebirge (heute: Eduard-von-Winterstein-Theater) und des Grenzlandorchesters in das Städtische Orchester Annaberg. Aus Sicht der Nationalsozialisten war es Karl Potansky zu danken, dass das Publikum im hart bedrohten Grenzland [...] allmählich für ernste Werke interessiert werden kann.
In der Saison 1938/39 bestritt Karl Potansky mit dem Grenzlandorchester u. a. 24 eigene Konzerte, 130 Theatervorstellungen, zwei Rundfunksendungen und 33 Kurkonzerte. Im Zweiten Weltkrieg halfen er und sein Orchester 1942 auch zeitweise in Bad Wildungen als Kurorchester aus. Auch im Konzertwinter 1944/45 wurden vor allem in Annaberg noch zahlreiche Auftritte absolviert.
Als Annaberg 1945 an die Sowjetische Besatzungszone gelangte, verliert sich die Spur des Musikers Karl Potansky.